# Großsteingrab Onnen
Das Großsteingrab Onnen (auch Großsteingrab Onner Es genannt) war eine megalithische Grabanlage der jungsteinzeitlichen Westgruppe der Trichterbecherkultur bei Onnen, einem Ortsteil von Groningen in der niederländischen Provinz Groningen. Es wurde wohl spätestens im frühen 18. Jahrhundert zerstört. Seine Überreste wurden möglicherweise 1966 entdeckt, archäologische Untersuchungen zwischen 2011 und 2014 erbrachten aber kein eindeutiges Ergebnis. Das Grab trägt die Van-Giffen-Nummern G4.

## Lage
Der exakte Standort des Grabes ist nicht bekannt, er wird aber auf einem Feld südlich von Onnen vermutet. 2 km südlich befanden sich die beiden zerstörten Großsteingräber bei Glimmen (G2 und G3).

## Forschungsgeschichte
Wann genau das Grab zerstört wurde, ist unklar. Es wurde erstmals 1711 von Ludolf Smids erwähnt. Ob es damals noch vollständig oder nur in Resten erhalten war, geht aus dieser Erwähnung nicht hervor. Da das Grab in späteren Publikationen und Landkarten fehlt, dürfte es wohl noch im frühen 18. Jahrhundert restlos abgetragen worden sein. Esther Scheele vermutet, dass seine Steine gemeinsam mit denen der benachbarten Anlagen in Glimmen im Mittelalter zum Bau der Sint-Walburgkerk in Groningen verwendet wurden und 1711 am ursprünglichen Standort nur noch Reste des Grabes erhalten waren. Durch die überlieferten Flurnamen „Steenakker“ (Steinacker), „Steenbergen“ (Steinbergen) und „Steenbergerveen“ (Steinbergermoor) konnte der vermutete Standort eingegrenzt werden. 1966 stieß Jan Evert Musch bei einer Feldbegehung auf eine auffällige Konzentration von Granit-Grus. Bei einer Untersuchung mittels Georadar wurde 2011 eine Grube entdeckt, die zunächst als möglicher Rest der Grabkammer eines Großsteingrabes angesehen wurde. Eine anschließende Grabung im Jahr 2012 ergab jedoch, dass die Grube natürlichen Ursprungs war. Mehrere im Jahr 2014 durchgeführte Bohrungen in der Umgebung erbrachten weitere Spuren von Granit-Grus.

## Beschreibung
Smids erwähnte nur „eene steenhoop van gemeenen trant“ (einen Steinhaufen der üblichen Sorte). Rückschlüsse auf die Bauart und die Größe der Anlage sind anhand dieser Angabe nicht möglich.

## Funde
Musch fand an dem von ihm vermuteten Standort des Grabes einige Keramikscherben der Trichterbecherkultur sowie eine querschneidige Pfeilspitze und ein Bruchstück eines Feuerstein-Beils.